# Gérard Gautier
Gérard Gautier (ur. 1 czerwca 1949) – francuski judoka. Uczestnik mistrzostw świata w 1973 i 1975.
Brązowy medalista mistrzostw Europy w 1969; piąty w 1970, a także zdobył dwa medale w drużynie, w 1973 i 1975. Mistrz Francji w 1975 i 1978 roku.